# Die Mutprobe
Pour plus de détails, voir Fiche technique et Distribution.
Die Mutprobe (« L'Épreuve de courage » en français) est un téléfilm germano-autrichien réalisé par Holger Barthel (de), diffusé en 2010.

## Synopsis
Sabine travaille comme juge au tribunal de la famille à Vienne, mais n'a pas de famille elle-même. Un jour, elle reçoit de Leonhardt, son premier grand amour, une invitation à la réunion d'anciens élèves. Vingt ans après, ils se retrouvent à Steinbach an der Steyr. Elle rencontre Mia, une chômeuse de longue durée, et revoit Ferdinand, qui est devenu maire de la commune. Il manque Karin, sa meilleure amie au lycée, qui a disparu. De même, Leonhardt n'a pas pu venir.
Ferdinand reçoit un appel de Leonhardt: sa fille Lena, après son cours chez le Dr. Körbler, un enseignant à la retraite, n'est pas revenue à la maison. On pense tout d'abord qu'elle est en retard ou avec des amis croisés en chemin. Leonhardt et son épouse grecque Sofia sont de plus en plus désespérés à mesure que le temps passe. La police se met à la recherche de Lena. On retrouve son vélo caché dans un buisson. Grâce à ses relations, le Dr. Körbler fait participer une unité de la Bundesheer et ses hélicoptères.
Cette disparition réveille chez Sabine des souvenirs douloureux : après avoir pris des photos d'elle et de Karin en maillot de bain, Körbler les a contraint de se dénuder. Lorsque Sabine apprend que Karin s'est suicidé à cause de ce traumatisme, elle a la haine envers Körbler. Il est toujours un notable dans le village, s'engage socialement et s'occupe de sa femme paralysée à la suite d'un AVC. Mais les femmes colportent les rumeurs de la perversion de l'homme. Sabine découvre dans la pharmacie locale les photos qu'il avait prises lorsqu'elles étaient enfant. Une lettre anonyme adressée à Leonhardt et Sofia dénonce la pédophilie de Körbler. Mais la police ne peut rien prouver.
Dans son rôle de maire, Ferdinand veut s'assurer que les vieilles rumeurs ne ressortent pas, qu'il n'y ait pas de perturbation. Il demande donc le silence à Sabine. Le nouveau policier dans le village, Meier, cependant, tente de savoir la vérité. Il interroge Melanie, qui travaille comme femme de ménage pour Körbler. Elle a manqué de se faire abuser par lui et a cessé d'envoyer sa fille chez lui, après avoir découvert une photo de Karin et Sabine nues. Mais elle ne l'accuse de rien aujourd'hui. Peu après, cette photo est placée dans la voiture de Sabine.
Lena est retrouvée vivante dans la forêt. Elle explique que ses copines l'ont mise à l'épreuve de passer trois jours dans un hangar sombre dans les bois. Körbler ne lui a rien fait, tous les soupçons de Sabine envers d'autres enfants victimes passent pour sans fondement. Sabine fuit le village puis trouve la photo. Elle retourne à la maison de Körbler. Tous les villageois font une fête pour célébrer le sauvetage de Lena. Sabine met au jour dans le sous-sol un atelier photo avec des dossiers complets de photos de pornographie juvénile, classés par le nom des filles. Elle met tout dans un sac poubelle et sort, quand Mia s'interpose pour l'empêcher de partir. Dans la bagarre, Sabine pousse Mia dans les escaliers.
Entre-temps, Körbler revient chez lui. Il a oublié ses pilules pour son cœur et les cherche sans pouvoir les trouver. Sabine lui reproche ses méfaits, mais Körbler nie. Il veut bien payer une forte somme si elle lui laisse les photos. Mais il finit par avoir une crise cardiaque. Il agonise sous les yeux de Sabine puis fait un numéro d'urgence avant de mourir. Melanie a jeté toutes ses pilules dans l'évier. Un policier soupçonne Sabine de non-assistance, mais Meier intervient en rappelant l'incompétence de la police dans l'enquête sur la disparition de Lena ; même Leonhardt a été suspecté. Meier vient voir ensuite Sabine qui brûle les photos de Körbler.

## Fiche technique
- Titre : Die Mutprobe
- Réalisation : Holger Barthel (de) assisté de Georg Mayrhofer
- Scénario : Ivo Schneider d'après le roman de Lisa Lercher (de)
- Musique : Yull-Win Mak (de)
- Direction artistique : Hubert Klausner, Hannes Salat
- Costumes : Elisabeth Binder-Neururer
- Photographie : Hermann Dunzendorfer
- Son : Heinz Ebner
- Montage : Thomas Knöpfel
- Production : Dieter Pochlatko (de)
- Sociétés de production : Epo-Film (de)
- Société de distribution : ÖRF
- Pays d'origine :  Autriche,  Allemagne
- Langue : allemand
- Format : Couleurs - Dolby SR
- Genre : Film dramatique
- Durée : 90 minutes
- Dates de diffusion :
  -  Autriche : 24 novembre 2010 sur ORF 2.
  -  Allemagne : 11 mai 2011 sur Das Erste[1].

## Distribution
- Elisabeth Lanz (de): Sabine
- Heio von Stetten: Leonhardt
- Peter Weck: Dr. Sebastian Körbler
- Cornelius Obonya (de): Meier
- Simon Schwarz: Ferdinand
- Stefanie Dvorak: Mia
- Vasiliki Roussi: Sofia
- Christopher Schärf (de): Gerhard Holler
- Gerhard Liebmann: Franzi
- Wendy Malzer: Lena
- Julia Cencig: Melanie

## Source de traduction
- (de) Cet article est partiellement ou en totalité issu de l’article de Wikipédia en allemand intitulé « Die Mutprobe » (voir la liste des auteurs).